# Скромный, Николай Александрович
Николай Александрович Скро́мный (1948—2007) — русский прозаик, лауреат Большой литературной премии России (2004).

## Биография
Родился в крестьянской семье. Окончил Волгоградское речное училище, Кронштадтскую школу младших специалистов ВМФ, Мурманское мореходное училище им. И. И. Месяцева.
С 1966 года в Мурманской области, работал электриком, электромехаником, старшим механиком плавкрана на вспомогательном флоте Северного флота.
В 1986 году в журнале «Север» (№ 10—12) была опубликована первая часть романа-тетралогии Николая Скромного «Перелом».

О его романе слышали почти все, фрагментарно читали некоторые, а от начала до конца прочли единицы. Роман Скромного — самая значительная книга в России семидесятых годов…, она же — и самая непрочитанная, самая неоцененная.
— Александр Казинцев

Автор поразил меня правдой. К сожалению, московская критика не сразу разглядела нового большого писателя, не ввела его в ряд: Белов, Распутин, Абрамов, Скромный.
— Станислав Куняев

Скромный — это один из самых загадочных писателей второй половины двадцатого века в России.
— Геннадий Иванов
В 1988 году стал лауреатом Всесоюзного литературного конкурса имени Николая Островского за лучшее произведение о молодежи.
С 2002 года — председатель мурманской областной организации Союза писателей России. Лауреат Большой литературной премии России (2004).
Умер в 2007 г. и похоронен на Новом мурманском кладбище (левая сторона, сектор почетных захоронений).
28 марта 2018 года в Мурманске на Аллее писателей установлен памятный бюст Николая Скромного.

## Сочинения
- Перелом: роман. В 4 кн. Кн. 1-4 — Мурманск, 2003